# NGC 2526
NGC 2526 је спирална галаксија у сазвежђу Рак која се налази на NGC листи објеката дубоког неба.
Деклинација објекта је + 8° 0' 15" а ректасцензија 8h 6m 58,4s. Привидна величина (магнитуда) објекта NGC 2526 износи 13,9 а фотографска магнитуда 14,7. NGC 2526 је још познат и под ознакама UGC 4231, MCG 1-21-12, CGCG 31-47, KCPG 154A, IRAS 08042+0808, PGC 22778.